# Афанасьев, Сергей Николаевич (режиссёр)
Сергей Николаевич Афанасьев (род. 2 июня 1958) — основатель и художественный руководитель Новосибирского городского драматического театра, заслуженный деятель искусств РФ (2008).

## Карьера
Окончил Кемеровский государственный институт культуры (1979) и Московское театральное училище им. Щукина (1989).
В 1979—1980 гг. — директор клуба мебельной фабрики № 3 (Новосибирск); с 1980 по 1982 г. — служба в рядах Советской армии; с 1982 по 1985 г. — режиссёр народного театра Дома культуры им. Ефремова (Новосибирск); с 1985 по 1987 г. — художественный руководитель Дома культуры железнодорожников (Новосибирск).
В 1987 году он создал свой профессиональный театр-студию, в него вошли выпускники Новосибирского театрального училища.
Поставил более 60 спектаклей в Новосибирске, других городах России и Франции. Лауреат Всероссийского конкурса им. В. П. Редлих (1993).
В 2004 году назначен ректором Новосибирского государственного театрального института (НГТИ). С 2011 года — президент НГТИ.
Имеет опыт работы в кино. В 1992 году снял фильм «Стерва», а в 2009 — «Идиотка».
В ноябре 2019 года заявил о своём уходе с должности художественного руководителя из-за отсутствия необходимых условий для работы театра. После предоставления городскими властями нового здания для театра (реконструкция которого завершена в 2023 году) дезавуировал своё заявление.

## Награды
- Городская премия в области культуры и искусства мэрии Новосибирска «Человек года» (1997).
- Почетная грамота СТД РФ (Всероссийского театрального общества) в ознаменование 125-летия СТД за большой вклад в реализацию целей и задач Союза, за многолетнюю общественную деятельность.
- Президентская стипендия за награды и заслуги в театральной деятельности (1996, 1997).
- Филармоническая премия «Золотой ключ» за мужество и огромный вклад в культурную жизнь города.
- член Общественной палаты Новосибирской области (2007).
- Почетная грамота Городского Совета г. Новосибирска (2008).
- Заслуженный деятель искусств Российской Федерации (21 мая 2008 года) — за заслуги в области искусства[4].
- Орден «За заслуги в культуре и искусстве» (30 мая 2025 года) — за вклад в развитие отечественной культуры и искусства, многолетнюю плодотворную деятельность[5].